# Kathleen Ferrier
Kathleen Ferrier (Preston, Lancashire, Anglaterra, 22 d'abril de 1912 – 8 d'octubre de 1953) fou una contralt britànica. Amb una carrera professional molt breu, que va transcórrer tot just al llarg d'una dècada, Kathleen Ferrier va deixar una impressió indeleble en els amants de la música de tot el món, per la seva veu rara i bella, una veritable veu de contralt, amb un vibrato que Ferrier impregnava d'emoció.
Deixà l'escola als 14 anys i treballà com a operadora de telèfon a Blackburn. El 1935 es va casar amb un director de banc, Bert Wilson -de qui es divorciaria més endavant-, i es traslladà a Carliste. Va ser aleshores que el seu marit va apostar amb ella que no podia cantar en una competició de cant. S'hi presentà i guanyà dues categories. Havia pensat presentar-se com a pianista. A partir de llavors, als 25 anys, Kathleen Ferrier es va convertir en una cantant professional i començà a rebre classes de cant d'un professor local, J.E. Hutchinson.
El 1942 es va traslladar a Londres, i començà a cantar Lieder de Johannes Brahms, Schubert i Wolf, mentre estudiava amb el baríton Roy Henderson. L'any següent interpretà el Messies, de Händel, a l'Abadia de Westminster.
Benjamin Britten va escriure moltes partitures específicament per a ella, incloent Lucretia de The Rape of Lucretia, Abraham and Isaac, i una part de Spring Symphony (1949). La seva carrera operística va ser molt breu a causa del càncer de pit que va posar fi a la seva vida, i a part de Lucretia només va cantar sobre els escenaris l'Orfeu, de Christoph Willibald Gluck. Tot i això, va deixar un important llegat discogràfic en l'oratori, el lied i la cançó popular.
En el 40è aniversari de la seva mort es constituí la Kathleen Ferrier Society, per mantenir el seu record i llegat.

## Discografia seleccionada
- Recital d'obres de Gluck, Händel, Mahler, Mendelssohn i Henry Purcell amb l'Orquestra de la Nationale Opera i Orquestra Filharmònica de Viena, dirigides per Bruck i Bruno Walter.